# Château de la Brangelie
Le château de la Brangelie est un château français implanté sur la commune de Vanxains dans le département de la Dordogne, en région Nouvelle-Aquitaine.

## Présentation
Le château de la Brangelie se situe à l'ouest du département de la Dordogne, 500 mètres au nord-nord-ouest du bourg de Vanxains, près de l'intersection des routes départementales 43 et 708. C'est une propriété privée.

## Historique
Sur une base fortifiée de la fin du XVe siècle ont été rajoutés aux XVIIIe et XIXe siècles deux logis et des dépendances. 
Bernard de Joumard est le premier seigneur connu de la Brangelie.
Jacques Achard (1380-1429), vicomte de Pommiers, s'est marié en 1415, avec Jeanne de Joumard, dame la Brangelie et de Sufferte.
Jean Achard de Joumard était le seigneur la Brangelie et des Houlmes, co-seigneur de Sufferte. Il s'est marié le 27 avril 1516 avec Gilberte de La Cropte de Lanquais, fille puînée de François de La Cropte, vicomte de Lanquais, et de Marguerite de Roffignac ; et, en deuxième noces Marguerite de Vaux, dame des Houlmes. Il est mort le 1er avril 1542. De son premier lit, il a eu Jacques, et du second, François, Annet et Honorette. Jacques Joumard est seigneur de la Brangelie, de Légé et de Sufferte en partie. De son mariage avec Catherine de Montardit, le 25 novembre 1544, fille de Pierre de Montardit, seigneur de Lascoux, co-seigneur de Montagrier, et de Marguerite de Salagnac. Son fils aîné, Poncet Achard de Joumard, écuyer, est seigneur de Sufferte et de la Brangelie, seigneur du Loirat et du Fougerat, chevalier des ordres du roi et a participé à la bataille de Coutras, marié le 1er octobre 1574 avec Louise de Chabans, fille d'Antoine, seigneur de Ménesplet, de Lavignac et, en partie, de la Chapelle-Faucher, et de Louise Prévot de Sansac. Son fils aîné est Antoine Achard de Joumard, seigneur de la Brangelie et de Légé. 
Gaspard Achard de Joumard, un cousin d'Antoine Achard de Joumard, s'est marié le 19 juillet 1608 avec Gabrielle de Tizon d'Argence, dame de Dirac et de La Rochandry, fille et héritière de François Tizon d'Argence, un des quatre barons de l'Angoumois, et de Françoise de La Rochebeaucourt. Son père, François Achard de Joumard, seigneur de Sufferte, marié à Isabeau de La Tour, a acheté, le 15 août 1596, la terre et seigneurie de La Double pour 20 000 livres. Louis XIII a érigé ses terres dans la Double en vicomté en août 1610. Ayant besoin d'argent, il a vendu la vicomté pour 24 000 livres, le 2 juillet 1614, à Gaston de Latouche, seigneur de Mussidan, de La Roque et du Vigneron, seigneur de Montanceix, dit messire de La Roque-Vigneron.  Antoine Achard de Joumard, seigneur de la Brangelie et de Légé, a été le deuxième vicomte de la Double en acquérant la vicomté le 9 janvier 1621 par contrat d'échange avec messire de la Roque-Vigneron.
Nicolas et Antoine Achard de Joumard abandonnèrent le 25 novembre 1659 la seigneurie de Brangelie à leur sœur Jeanne pour payer sa dot à son mariage avec Jean-François de Beynac qui avait eu lieu le 24 février 1642. Jeanne Achard de Joumard a eu huit enfants de son mariage. Elle était veuve le 20 janvier 1670. Son premier fils, François-Louis de Beynac a hérité du château de Tayac. Son deuxième fils, Jean-François de Beynac a reçu la seigneurie de la Brangelie au moment de son mariage avec Isabeau Joumard de Sufferte, fille unique de François Joumard de Sufferte et de Jeanne-Angélique de Lostanges de Saint-Alvaire, le 17 septembre 1678. François-Louis de Beynac est tué en 1690 pendant la guerre de la ligue d'Augsbourg. Jean-François de Beynac meurt dans son château le 27 janvier 1696, n'ayant eu qu'une seule fille, Jeanne de Beynac, née le 2 novembre 1685. Elle s'est mariée avec son cousin germain, Antoine du Chataigner, seigneur de la Chataigneraie, auquel elle a apporté le château de la Brangelerie. Antoine du Chataigner, né en 1674, est le sixième enfant d'Arnaud-François du Chataigner marié le 22 octobre 1662 avec Catherine de Beynac, fille de Jeanne Achard de Joumard, dame de Tayac. Germain du Chataigner, deuxième fils, né le 16 juillet 1719 a hérité du château de la Brangelie après la mort, le 28 juin 1756. La mort sans héritier de son cousin Marc du Chataigner, en 1758, a fait de lui le marquis de la Chataigneraie. Dans un acte du 17 mai 1758, Germain du Chataigner est nommé « haut et puissant seigneur, chevalier, seigneur marquis de la Chataigneraye, seigneur de Brangelie, antien officier d'infanterie et inspecteur des arars du roy en Engoumois et partie du Limousin, habitant le château de la Brangelie ». Germain et sa sœur Pétronille ont vécu au château de la Brangelie sans contracter de mariage. Germain est mort le premier, Pétronille a hérité de ses biens, et, après sa mort, le 23 décembre 1787, ses biens, le château de la Brangelie et le titre de marquis de la Chataigneraie sont passés à un lointain cousin, Bernard-Joseph-Charles du Chataigner.
Lors de la Révolution française, en 1793, le seigneur de la Brangelie, marquis de Vanxains, fut séquestré puis étranglé dans les caves du château.